# Ostroszowice
Ostroszowice (niem. Weigelsdorf) – wieś w Polsce, położona w województwie dolnośląskim, na Przedgórzu Sudeckim, w powiecie dzierżoniowskim, w gminie Dzierżoniów.
| SIMC    | Nazwa      | Rodzaj         |
| ------- | ---------- | -------------- |
| 0852192 | Jodłownik  | przysiółek wsi |
| 0852217 | Józefówek  | przysiółek wsi |
| 0852252 | Myśliszów  | przysiółek wsi |
| 0852200 | Wiatraczyn | przysiółek wsi |

## Historia
Wieś wzmiankowana po raz pierwszy w łacińskim dokumencie z 1219 roku wydanym przez biskupa wrocławskiego Lorenza gdzie zanotowana została w zlatynizowanej, staropolskiej formie „Ostrossovichi”. Wymieniono ją we fragmencie „Ostrossovichi circa Pilaviam superius” wraz z sąsiednią miejscowością Piławą Dolną, która wówczas nosiła nazwę Piława.
W roku 1366 wymieniona jest w zgermanizowanej formie Wigandisdorf ("wieś Wiganda", nazwa stopniowo zniekształcona później do ostatecznej formy Weigelsdorf). Od roku 1668 miejscowe dobra należały do rodu von Netz, a gdy w roku 1757 zmarł jego ostatni przedstawiciel, Adam Heinrich von Netz, odziedziczył je jego wnuk, Heinrich Leopold von Seherr-Thoß, od roku 1775 posługujący się tytułem hrabiego. W rękach jego potomków dobra pozostały do roku 1945.
W maju 1945 wieś została zajęta przez wojska radzieckie bez walki, dopiero po kapitulacji Niemiec. Po przejęciu tego obszaru przez administrację niemiecka ludność wsi została wysiedlona w nowe granice Niemiec i zastąpiona polskimi osadnikami. Po wojnie powrócono do pierwotnej, staropolskiej nazwy, którą ustalono na Ostroszowice. 
W latach 1954–1972 wieś była siedzibą gromady Ostroszowice. W latach 1975–1998 wieś administracyjnie należała do województwa wałbrzyskiego.
We wsi był przystanek kolejowy Ostroszowice.

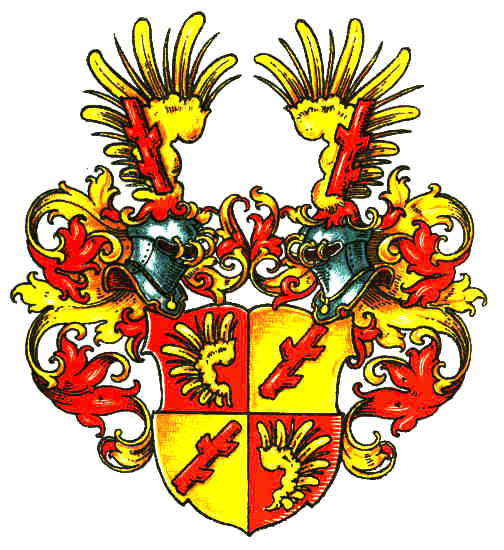
Seherr-Thoss właściciele wsi w l. 1765-1945
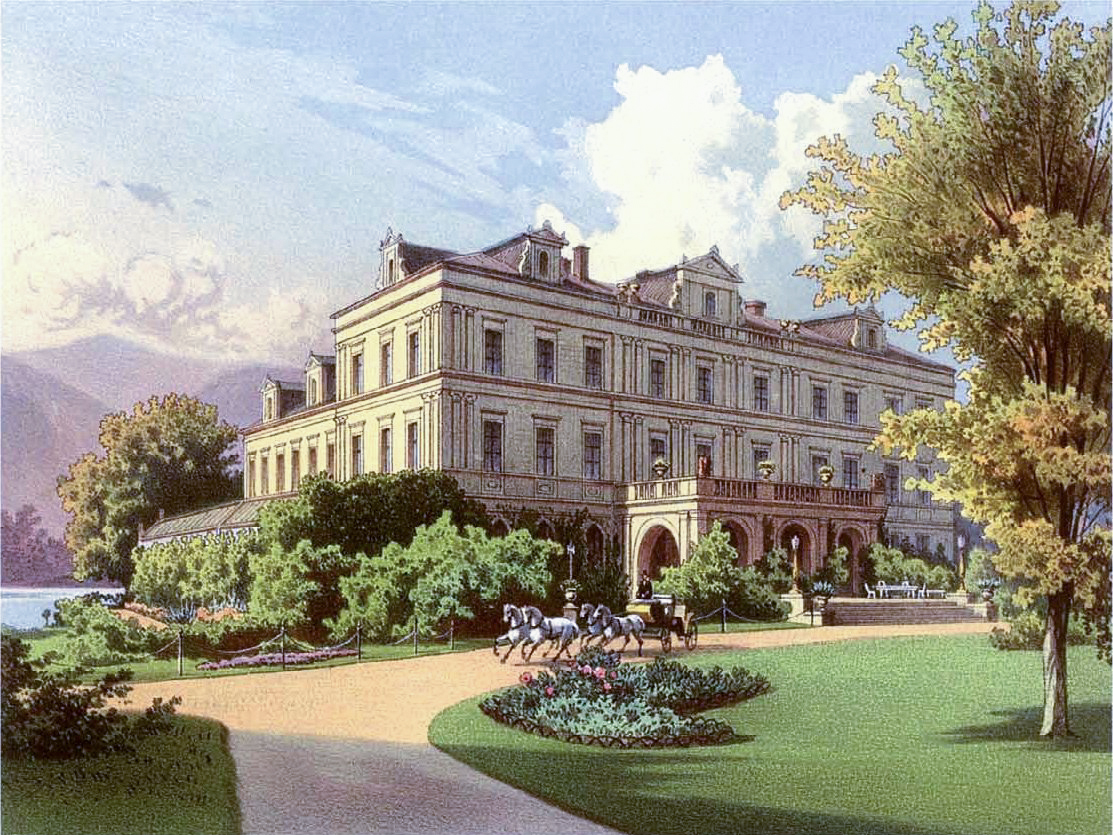
Pałac, druga poł. XIX w.
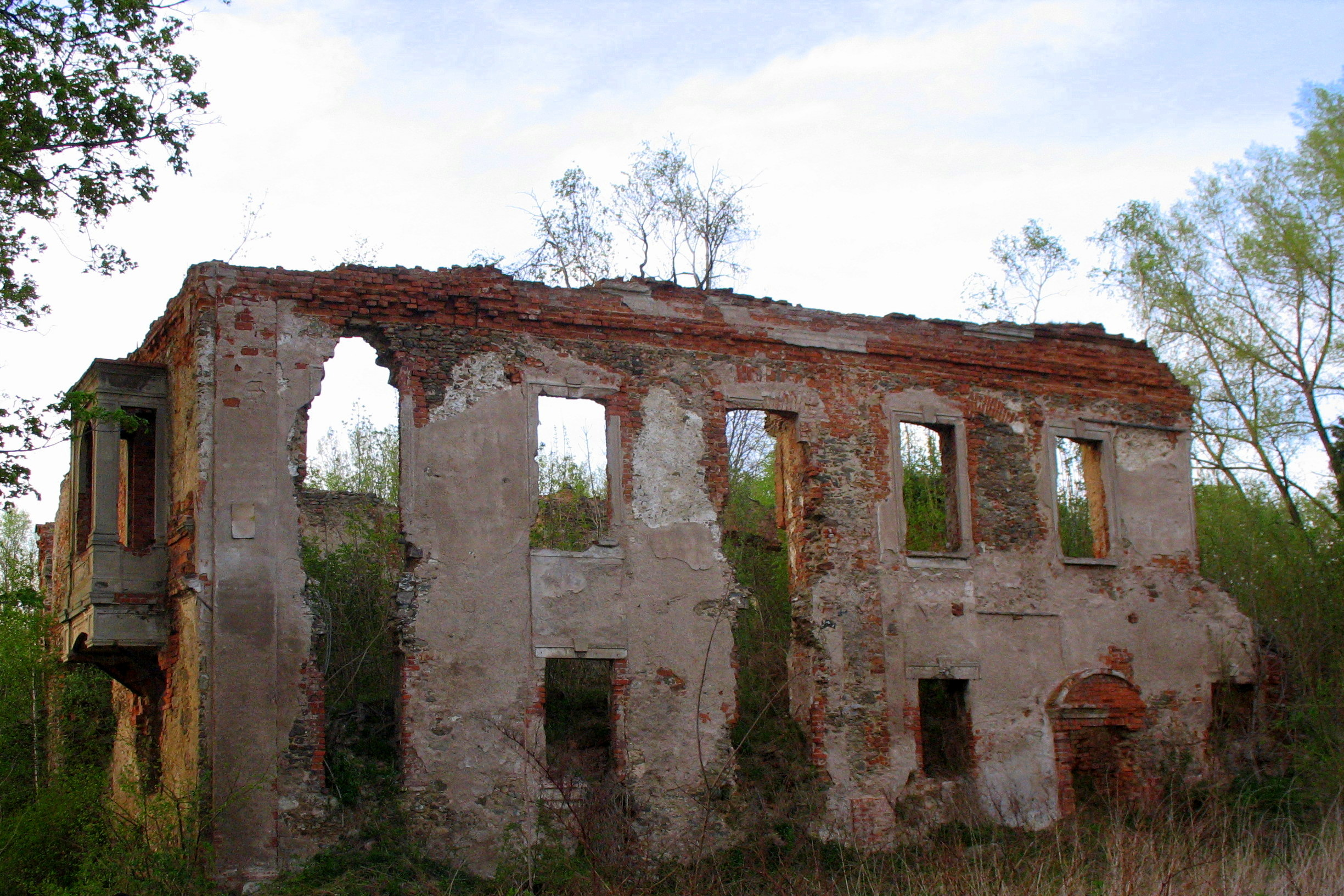
Ruiny pałacu

## Zabytki
Do wojewódzkiego rejestru zabytków wpisane są następujące obiekty:
- Kościół w Ostroszowicach[8], zabytkowy, należący do parafii św. Jadwigi, zbudowany w stylu gotyckim latach 1592–1600, w roku 1894 rozbudowany o prezbiterium[9].
- zespół z pałacem, parkiem i stawem, wzniesiony w latach 1715–1718 dla rodziny von Netz i przebudowany w latach 1861–1863 przed rokiem 1945 był najcenniejszym zabytkiem miejscowości. Znacjonalizowany po 1945, obecnie w stanie ruiny[10].

## Demografia
Jest największą miejscowością gminy, liczącą 1845 mieszkańców (III 2011 r.).

## Przemysł
W Ostroszowicach funkcjonuje Ostroszowicka Fabryka Mebli, założona w roku 1946 na bazie wcześniejszego przedsiębiorstwa niemieckiego.

## Edukacja
Przy ulicy Bielawskiej 58 funkcjonuje Zespół Szkolno-Przedszkolny im. Mikołaja Kopernika w Ostroszowicach. Pierwsze świadectwa otrzymali uczniowie w lutym 1946 z pieczątką Szkoła Powszechna im. Mikołaja Kopernika w Wyganowie.